# Wanagiri (Saketi)
Wanagiri is een bestuurslaag in het regentschap Pandeglang van de provincie Banten, Indonesië. Wanagiri telt 1528 inwoners (volkstelling 2010).